# 聯合國安全理事會第46號決議
聯合國安理會第46號決議是1948年4月17日在聯合國安全理事會第279次會議通過的。在參考過聯合國安理會43號決議後，並注意到英國在巴勒斯坦領土上仍有委任統治權，因此英國有責任終結這場紛爭，其他成員國亦應協助英國完成這使命。這項決議在這樣的大前提下，命令阿拉伯人和猶太人雙方社區立即停止一切暴力行動、禁止戰鬥人員入境、停止武器進口、避免所有可能對任何社區造成歧視的政治行動、與英國官方合作並避免所有可能危害各聖地安全的行動。決議更請求該區其他的國家盡可能合作，尤其是要對進入該地區戰鬥人員或軍火加強管制。
該決議在烏克蘭蘇維埃社會主義共和國及蘇聯的棄權下，以9票對0票通過。

## 外部連結
- 46號決議全文 （页面存档备份，存于）